# Ludwig Heinrich von Nassau-Dillenburg
Ludwig Heinrich von Nassau-Dillenburg (* 20. Oktober 1681; † 13. Januar 1710) war ein Obrist in der Preußischen Armee sowie Kommandeur in der Armee der Kurpfalz.

## Leben

### Herkunft und Familie
Ludwig Heinrich wurde als Sohn des Fürsten Heinrich von Nassau-Dillenburg (1641–1701) und dessen Gemahlin  Dorothea Elisabeth von Schlesien (1646–1691), Tochter des Herzogs Georg von Liegnitz, geboren und wuchs mit seinen acht Geschwistern auf:
- Sophie Auguste (1666–1733), ⚭  Fürst  Wilhelm von Anhalt-Harzgerode (1643–1709)
- Albertine (1668–1719), Nonne im Stift Herford
- Wilhelm (1670–1724), ⚭ 1699 Dorothea Johanna von Holstein-Plön (1676–1727), Tochter des Herzogs August
- Adolf (1673–1690), † Schlacht bei Fleurus
- Friederike Amalie (1674–1724)
- Wilhelmine Henriette (1677–1727)
- Charlotte Amalie (1680–1738), ⚭ 1706 Fürst Wilhelm Heinrich von Nassau-Usingen (1684–1718)
- Christian (1688–1739), ⚭ 1725 Isabella von Nassau-Dietz (1692–1757), Tochter des Fürsten  Heinrich Casimir II.

Sieben weitere Geschwister starben im Kindesalter.

### Laufbahn
Nach einer gründlichen Erziehung am elterlichen Hof in christlichen Tugenden und Unterrichtung in den Fächern Latein, Französisch, Geschichte, Geografie und Politik besuchte er die Hohe Schule Herborn, wo er 1700 zum Ehrendoktor ernannt wurde. Eine Schulung in  ritterlichen Exerzitien, also vorrangig im Tanzen, Reiten, Fechten und Jagen, war für junge Prinzen obligatorisch. Nach Abschluss seiner Ausbildung sollte ihn eine Studienreise an die großen Höfe in Europa führen, doch der Tod seines Vaters machten diese Pläne zunichte. Sein älterer Bruder Wilhelm II. kümmerte sich um einen Ausgleich und ermöglichte ihm eine militärische Karriere. Ludwig Heinrich trat in die Preußische Armee ein und wurde Obrist. Später wechselte er als Kommandeur in die Armee der Kurpfalz und nahm an den Kämpfen während des Spanischen Erbfolgekrieges teil. Dabei starb er im Alter von 29 Jahren an Erschöpfung.